# Wojciech Mróz (szermierz)
Wojciech Mróz' (ur. 2 września 1959 w Zielonej Górze) – polski szermierz, szpadzista, medalista mistrzostw Polski i zawodów Przyjaźń-84.

## Życiorys
Był zawodnikiem Stelli Zielona Góra (1969-1973), Nadodrza Zielona Góra (1973-1979), Legii Warszawa (1979-1981), ponownie Nadodrza Zielona Góra (1981-1983) i GKS Katowice (1983-1987). Z katowickim klubem sięgnął po drużynowe wicemistrzostwo Polski w 1984 i brązowy medal mistrzostw Polski w turnieju drużynowym w 1986. W 1985 zdobył brązowy medal mistrzostw Polski w turnieju indywidualnym. Znalazł się w składzie reprezentacji Polski na Igrzyska Olimpijskie w Los Angeles w 1984, jednak nie wystąpił tam z powodu bojkotu zawodów przez władze polskie. W tym samym roku zdobył złoty medal w turnieju drużynowym podczas zawodów Przyjaźń-84 (z Robertem Felisiakiem, Leszkiem Swornowskim Ludomirem Chronowskim i Mariuszem Strzałką. Reprezentował Polskę na mistrzostwach świata seniorów w 1985 (73 m. indywidualnie) i 1987 (6 m. drużynowo i 91 m. indywidualnie).
W latach 1988–1989 był trenerem w Kolejarzu Zielona Góra, w latach 1990-1996 w klubach berlińskich, w latach 1997-2002 w założonym przez siebie UKS Szermierzy Zielona Góra, następnie w klubach niemieckich.